# Michał Giedroyć
Michał Giedroyć (asi 1425, Giedraičiai – 4. května 1485, Krakov) byl litevský šlechtic a řeholník Řádu křižovníků s červeným srdcem. Katolická církev jej uctívá jako blahoslaveného.

## Život

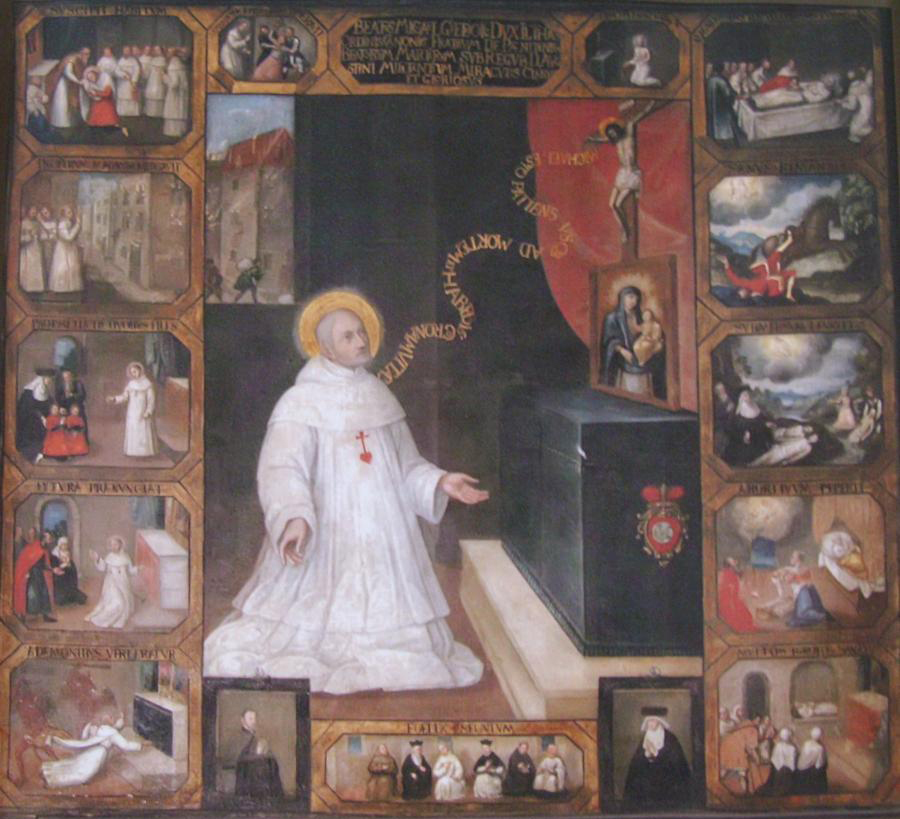
Obraz, zobrazující výjevy z jeho života

Narodil se kolem roku 1425 v Giedraičiai do litevské šlechtické rodiny Giedroyć. V dětství trpěl problémy s chůzí. Aby se cítil užitečně, vyráběl nádoby pro přenášení eucharistie. Roku 1460 vstoupil do noviciátu Řádu křižovníků s červeným srdcem. Roku 1461 složil své řeholní sliby. Tentýž rok odešel do Krakova, kde studoval svobodná umění na Jagellonské univerzitě a roku 1465 obdržel bakalářský titul.
Po studiích se stal sakristiánem v kostele sv. Marka v Krakově. Zde začal žít jako poustevník v malé chýši připojené ke kostelu. Často se také postil, kdy nejedl maso. Žil samotářským životem, ale lidmi byl často vyhledáván s prosbou o radu.
Zemřel dne 4. května 1485 v Krakově, kde byl u hlavního oltáře kostela sv. Marka pohřben. V kostele je také uchováván kříž a obrázek Panny Marie, které visely v jeho příbytku a před kterými se denně modlil.

## Úcta
Pohřbení jeho těla v kněžišti by mohlo naznačovat snahy o jeho blahořečení již v době po jeho smrti. Díky protestantské reformaci však k jeho beatifikaci nedošlo. Ve 20. letech 17. století došlo k nárůstu jeho úcty, blahořečení však opět z důvodů zpřísnění pravidel o beatifikaci neproběhlo a jeho kult zanikl nebo byl potlačen ruskými úřady. V 80. letech 20. století byl opět obnoven jeho kult a přibývalo snah o jeho blahořečení.
Oficiálně byl jeho beatifikační proces zahájen dne 27. července 2001, čímž byl prohlášen za služebníka Božího. Dne 7. listopadu 2018 jej papež František v Apoštolském paláci podepsáním příslušného dekretu ekvivalentně blahořečil. Současně s tím podepsal papež František dekret o jeho hrdinských ctnostech.

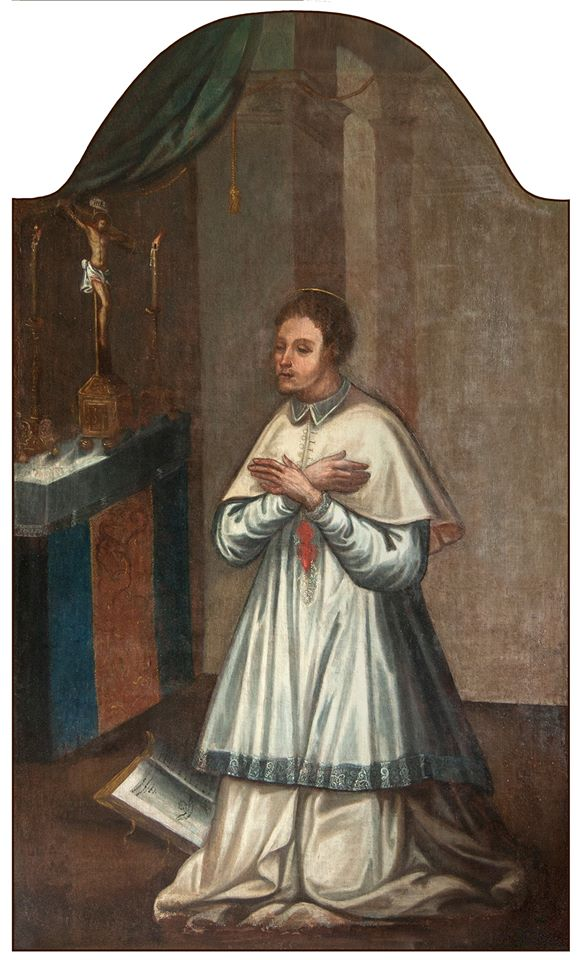
Obraz z 18. století

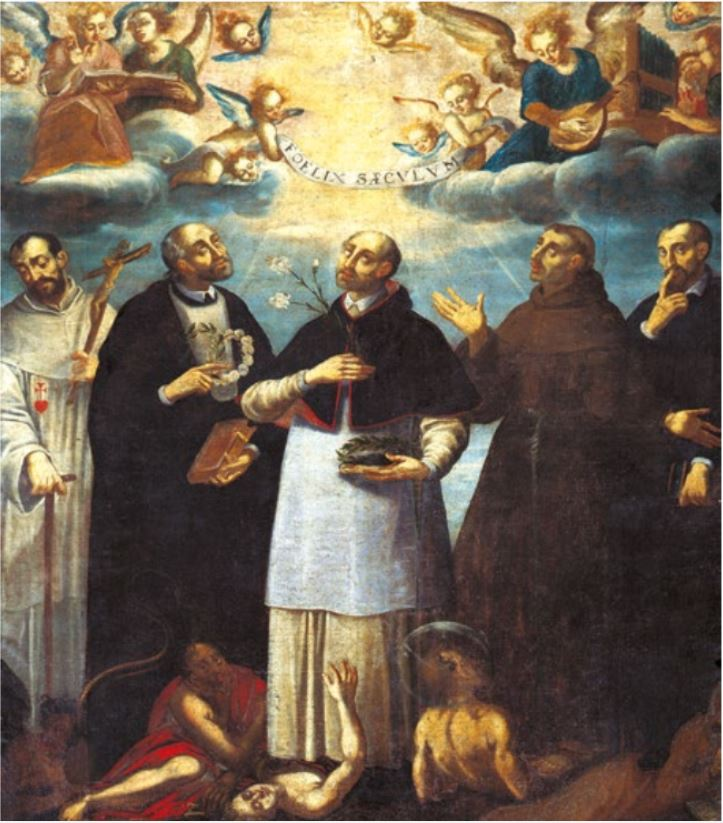
Obraz, zobrazující světce, žijící v 15. století v Krakově (bl. Michał Giedroyć zcela vlevo)

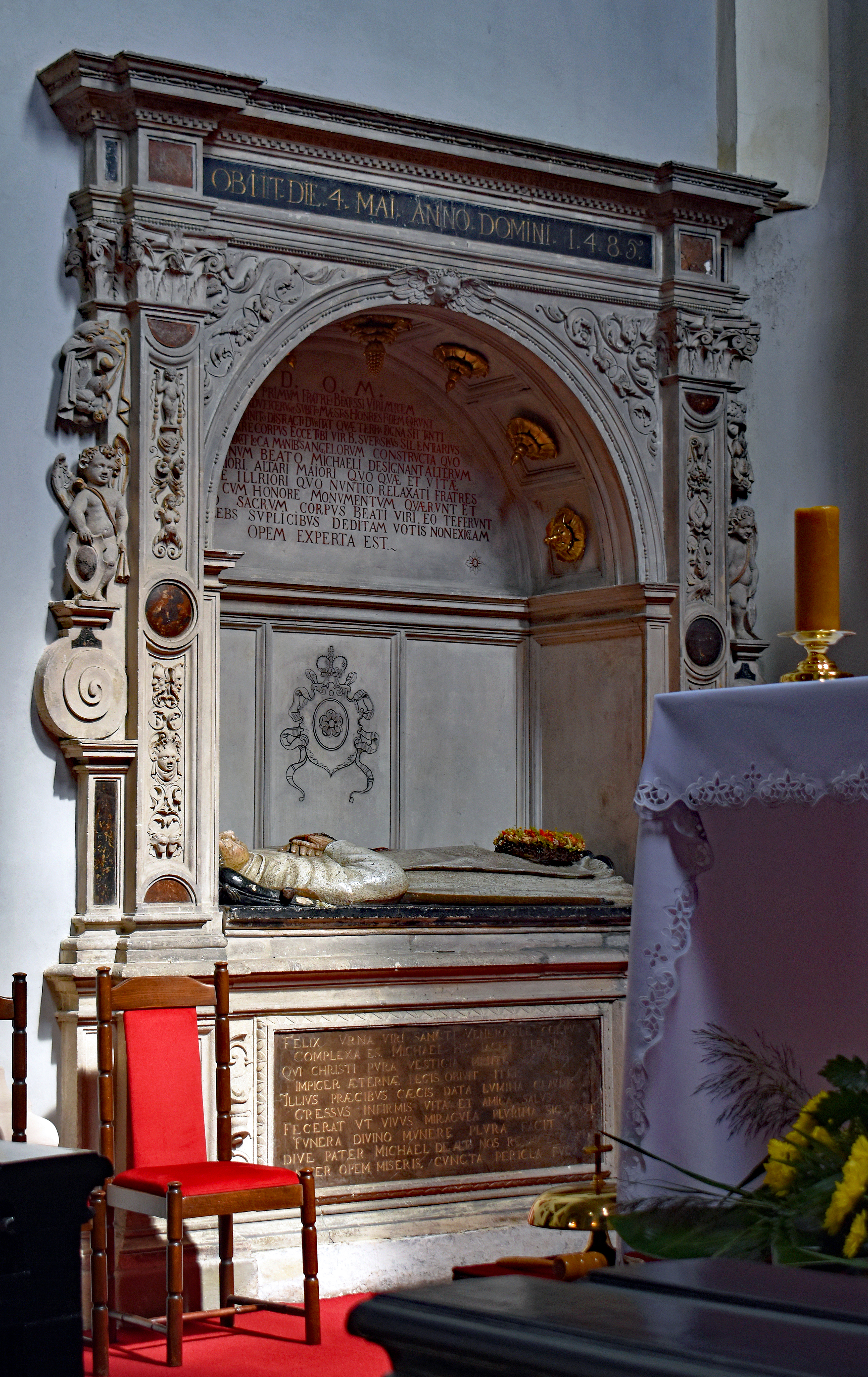
Hrobka bl. Michała Giedroyć v kostele sv. Marka v Krakově

Jeho památka he připomínána 4. června. Bývá zobrazován v řeholním oděvu a s krucifixem.